# Paramapania longirostris
Paramapania longirostris là loài thực vật có hoa trong họ Cói. Loài này được (Kük.) Uittien mô tả khoa học đầu tiên năm 1936.